# Marc Feldmann
Marc Feldmann (né le 2 décembre 1944) est un immunologiste britannique formé en Australie. Il est professeur à l'Université d'Oxford et chercheur principal au Somerville College d'Oxford .

## Biographie
Feldmann est né le 2 décembre 1944 à Lviv dans une famille juive qui a réussi à se rendre en France dans l'immédiat après-guerre ,,. Il émigre de France en Australie à l'âge de huit ans . Après avoir obtenu un diplôme MBBS de l'Université de Melbourne en 1967, il obtient un doctorat en immunologie à l'Institut Walter et Eliza Hall en 1972 avec Gustav Nossal (en) ,.
Il part à Londres dans les années 1970, travaillant d'abord avec Avrion Mitchison à l'unité d'immunologie des tumeurs du Fonds impérial de recherche sur le cancer; en 1985, il rejoint le Charing Cross Sunley Research Center et le Kennedy Institute of Rheumatology, qui rejoint la Faculté de médecine de l'Imperial College en 2000; en août 2011, l'Institut est transféré à l'Université d'Oxford .

## Recherches
Dans les années 1980, il publie une hypothèse sur le mécanisme d'induction des maladies auto-immunes, mettant en évidence le rôle des cytokines . Ce modèle est validé dans des expériences avec des tissus de maladies thyroïdiennes. À partir de 1984, il collabore avec Ravinder N. Maini au Kennedy Institute of Rheumatology pour étudier le mécanisme de la maladie dans la polyarthrite rhumatoïde, une maladie auto-immune affectant 1 % de la population.
Le groupe de Feldmann démontre que les articulations malades ont beaucoup plus de cytokines pro-inflammatoires que la normale, et identifie l'une d'entre elles, le facteur de nécrose tumorale alpha (en abrégé TNFα) comme clé .
Le blocage du TNFα réduit les niveaux des autres cytokines pro-inflammatoires dans les modèles d'arthrite en éprouvette , ce qui justifie le test du blocage du TNF chez les patients atteints de polyarthrite rhumatoïde qui ont échoué à tous les traitements existants.
Le premier d'une série d'essais cliniques réussis est réalisé en 1992 à l'hôpital Charing Cross, en utilisant l'anticorps infliximab de Centocor, une biotechnologie qui fait maintenant partie de Johnson and Johnson.
Le succès conduit d'autres entreprises à se joindre à la course au marché. En 1998, l'étanercept (Enbrel)  est approuvé pour le traitement aux États-Unis, et en 1999, l'infliximab (Remicade) est également approuvé ; il y a plusieurs autres médicaments anti-TNF approuvés, et ils deviennent le traitement standard pour arrêter les voies inflammatoires et destructrices des tissus de la polyarthrite rhumatoïde et d'autres maladies auto-immunes, notamment la maladie de Crohn, la colite ulcéreuse, la spondylarthrite ankylosante, le psoriasis et le rhumatisme psoriasique .

## Prix et récompenses
En 2000, Feldmann et Maini reçoivent le prix Crafoord ,, en 2003, le Prix Albert-Lasker pour la recherche médicale clinique , en 2002, le Cameron Prize for Therapeutics de l'Université d'Edimbourg; en 2008, le prix Dr Paul Janssen pour la recherche biomédicale , en 2010, le prix Ernst Schering en Allemagne ; en 2014, le prix international Canada Gairdner. Feldmann reçoit également la médaille John Curtin de l'Université nationale australienne en 2007. En 2020, il reçoit le prix Tang en sciences biopharmaceutiques .
Feldmann est membre du Royal College of Physicians et du Royal College of Pathologists. Il est élu membre de plusieurs académies nationales, à l'Académie des sciences médicales, à la Royal Society de Londres et est membre correspondant de l'Académie des sciences australienne et membre étranger de la Académie nationale des sciences des États-Unis. Il est fait chevalier lors des honneurs de l'anniversaire de la reine en 2010.
En 2012, il prononce la conférence Croonian au Royal College of Physicians sur la thérapie anti-cytokine .